# Staurogyne inaequalis
Staurogyne inaequalis är en akantusväxtart som beskrevs av E. Hossain. Staurogyne inaequalis ingår i släktet Staurogyne och familjen akantusväxter. Inga underarter finns listade i Catalogue of Life.